# Schimanski: Blutsbrüder
Blutsbrüder ist ein Fernsehfilm aus der Kriminalreihe Schimanski der ARD.
Der Film wurde von Colonia Media produziert und am 16. November 1997 zum ersten Mal gesendet. Er ist die zweite Folge der Schimanski-Reihe mit Götz George.

## Handlung
Klaus Mandel war Hauptverdächtiger eines Versicherungsbetruges vor sechs Jahren, bei dem sein Prokurist ums Leben kam. Schimanski hatte diesen Fall bearbeitet, konnte aber Mandel nicht überführen. Nun sitzt Mandel im Gefängnis in Belgien. Er will angeblich gegen seinen Freund und damaligen Partner Krüger aussagen, um Haftverschonung zu erlangen. Schimanski, der gerade seine Freundin Marie-Claire an den Belgier Maurice zu verlieren droht, soll ihn nach Deutschland bringen.
Bereits auf der Fahrt werden sie von falschen Polizisten gestoppt, die Mandel befreien sollen. Schimanski flüchtet mit Mandel und schüttelt die Verfolger ab. Nachdem Schimanski den Wagen gewechselt hat, erzählt Mandel ihm von seinem Leben. Nebenbei zeigen Rückblenden die Tatortbegehung von damals und Schimanski kommen Zweifel auf, ob Mandel den Brand wirklich gelegt hat. An einer Tankstelle muss Mandel dringend auf Toilette und versucht nur Zeit zu gewinnen, damit rumänische Ex-Agenten ihn befreien können. Doch Schimanski verhindert dies, wobei die Rumänen aber Mandel töten statt befreien wollen. Schnell fällt der Verdacht auf Krüger, der verhindern will, dass Mandel auspackt. Sie fliehen weiter in einem aus einer Waschanlage gestohlenen Fahrzeug und landen während eines Streits im Graben. Schimanski ist ohnmächtig und wird doch von Mandel aus dem brennenden Wagen gerettet. Sofort legt Schimanski ihm Handschellen an. Beide fahren per Bahn in Richtung Deutschland. Im Zug kommt es abermals zu einem Anschlag der Rumänen, wobei einer von ihnen durch Schimanski getötet wird. Schimanski macht die Handschellen los und springt mit Mandel aus dem fahrenden Zug.
Inzwischen hat Schimanski von Mandel den wahren Grund erfahren können. Mandel hat eine Tochter, die in Maria Laach im Koma liegt. Bei einem Fabrikgelände treffen sie abermals auf die Rumänen und können deren mit Waffen bestückten Bus kapern. Damit fahren sie ins Hospital-Kloster und suchen seine Tochter dort auf. Der Arzt erklärt Mandel, dass das Mädchen einen Selbstmordversuch unternehmen wollte und mit Fotos, die sie mit Krüger zeigen, gefunden wurde. Nebenbei hat Krüger seine Tochter geschwängert. Plötzlich tauchen die Rumänen wieder auf, die Schimanski im Fahrstuhl mit einem Feuerlöscher ausschalten kann. Mandel hingegen flüchtet alleine mit den Bus.
Zurück in Düsseldorf berichtet Schimanski Staatsanwältin Bonner in ihrer Privatwohnung von seinem Missgeschick. Leider hat sich einiges geändert, denn Krüger ist gewarnt und man hat Angst, den Prozess zu verlieren. Doch Schimanski weiß, wo Mandel sein könnte, und fährt mit ihrem Wagen zum geschlossenen Blue Café, von dem Mandel ihm viel erzählt hat. Dort versucht Mandel mit Waffengewalt Krüger zum Reden zu zwingen. Schimanski geht hinein und kann Mandel zum Aufgeben bringen. Krüger, der keinen Ausweg sieht, nimmt sich das Leben. Die Polizei glaubt alles verloren, doch Krüger hat im Beisein von Schimanski seinem Freund Mandel den Mord an dem Prokuristen eingestanden.

## Kritiken
„War die Ouvertüre zur Rückkehr des Ruhrpott-Rabauken mit Herz noch eher ein Pilotfilm, eine Art Akklimatisierungstherapie, so ist Horst Schimanski seit gestern wieder der Alte. Und das gerade, weil er sich in 'Blutsbrüder' nicht ins rituelle Ermitteln der Duisburger Handy-Bullen eingegliedert hat, sondern sein Ding durchzieht. In diesem stimmungsvollen Roadmovie kam der ewige Einzelgänger wieder ganz zu sich selbst. Keine Paragraphen, keine nervende Staatsanwältin, stattdessen ein kraftstrotzender Körper, blaue Augen, weiches Herz, die viel belächelte Schmuddeljacke – der Mythos lebt!“

## Soundtrack
Die Musik des Films wurde von Chris Rea komponiert und gespielt. Ein wiederholt im Film zu hörendes Lied heißt The Blue Cafe. Zweimal erfolgt eine Rückblende zur Bühne des gleichnamigen Cafés in eine Zeit, als es noch belebt war. Dabei sieht man in ähnlicher Weise den Musiker, wie er mit seiner Gruppe bei einem Live-Auftritt das Lied spielt. Obwohl der Film kein Tatort ist, wurde das Lied zusammen mit Tatort-Liedern auf der Jubiläums-CD veröffentlicht. Das Lied ist auch auf dem Album The Blue Cafe von Chris Rea aus dem Jahr 1998 enthalten.